# 考波什堡区
考波什堡区（匈牙利語：Kaposvári járás），是匈牙利绍莫吉州的一个区，总面积1,591.36平方公里，总人口117.492人（2011年），人口密度74人/平方公里。中心城市为考波什堡。

## 市镇
考波什堡区包含一个州级市、3个城镇和74个村庄。